# Innan frosten (roman)
Innan frosten är en kriminalroman från 2002 av Henning Mankell. Romanen är den tionde av tolv om poliskommissarie Kurt Wallander, som i denna har en biroll. Kurts dotter Linda Wallander är istället romanens huvudperson.
Romanen filmatiserades 2005 som Wallander – Innan frosten, med Krister Henriksson i rollen som Kurt Wallander.

## Handling
Romanen handlar om en domedagssekt som utför attentat i Skåne. Linda, Kurt Wallanders dotter, har precis tagit sin polisexamen och är på väg ner mot Ystad när ett märkligt samtal kommer in till polisstationen. Någon har sett brinnande svanar flyga över sjön. Ett par dagar senare hittas en gammal kvinna död i närheten av platsen.
I samma skede som utredningarna börjar försvinner Lindas väninna och jakten på fanatikerna börjar.